# Celosterna javana
Celosterna javana là một loài bọ cánh cứng trong họ Cerambycidae.